# John Egan
Pour les articles homonymes, voir Egan.
John Egan, né à Ballintogher (en) (comté de Sligo) en 1903 et décédé à Dublin le 10 janvier 1989, est un musicien traditionnel irlandais, joueur de flûte.

## Biographie
John Egan vient au monde à Ardleybeg, Ballintogher (en) (comté de Sligo), en 1903, dans une famille de huit enfants.
Très jeune, il commence à jouer du tin whistle, et fait partie, avec ses frères d'un groupe musical local qui joue quelques soirs par semaine dans les villages environnants de la musique à danser (chants, set dances, scottish, valses, horpipes).
Il apprend ses premiers airs de flûte auprès d'Andy et James Boyle (le père et le fils), originaires de Lockagh (comté de Sligo). Il rencontre également à cette époque les flûtistes Brian Luby et John Joe Gardiner, de Ballymote. Il apprend également à jouer du fiddle.
Peu après ses vingt ans, il quitte le comté de Sligo pour travailler aux chemins de fer de Donegal puis à Londres. Il se marie avec Mary Reynolds, et devient le père de sept enfants.
Il revient à Dublin en 1937, où il travaille au Murphy's pub. Il rejoint alors le Pipers Club de Dublin comme barman, et y rencontre Kathleen Harrington, Pat O’Brien, John Brennan, Bill Davis et John Stenson, de Sligo, avec qui ils se produit. Il joue également avec Tim et John Mulligan de Leitrim.
Il joint alors le Kincora Céilí Band (fondé par Kathleen Harrington, de Corhubber, et vainqueur en 1958 du All-Ireland Fleadh Championship), avec lequel il enregistre de la musique traditionnelle de Sligo et de Leitrim. L'enregistrement rassemble des airs joués par le Kincora Ceili Band, le Gardiner Trio et le Belhavil Trio.
En 1952, il cofonde le St. Mary’s Traditional Music Club dans Church Street (Dublin), qui se produira à diverses occasions, et pendant des années, à Dublin. Le club rassemblera jusqu'à cent musiciens et danseurs et continuera à tenir des sessions chaque mercredi jusqu'à la mort de son fondateur, John Egan, le 10 janvier 1989.
Chaque année, le village de Ballinthogher organise le John Egan Traditional Music Festival, de la fin octobre au début novembre.